# Île de Liuheng
L'île de Liuheng est une île de l'archipel de Zhoushan, dans le district de Putuo. L'île de Liuheng a une superficie de 93.66 km² pour une population de 54 726 habitants. 